# Alkoholuhr

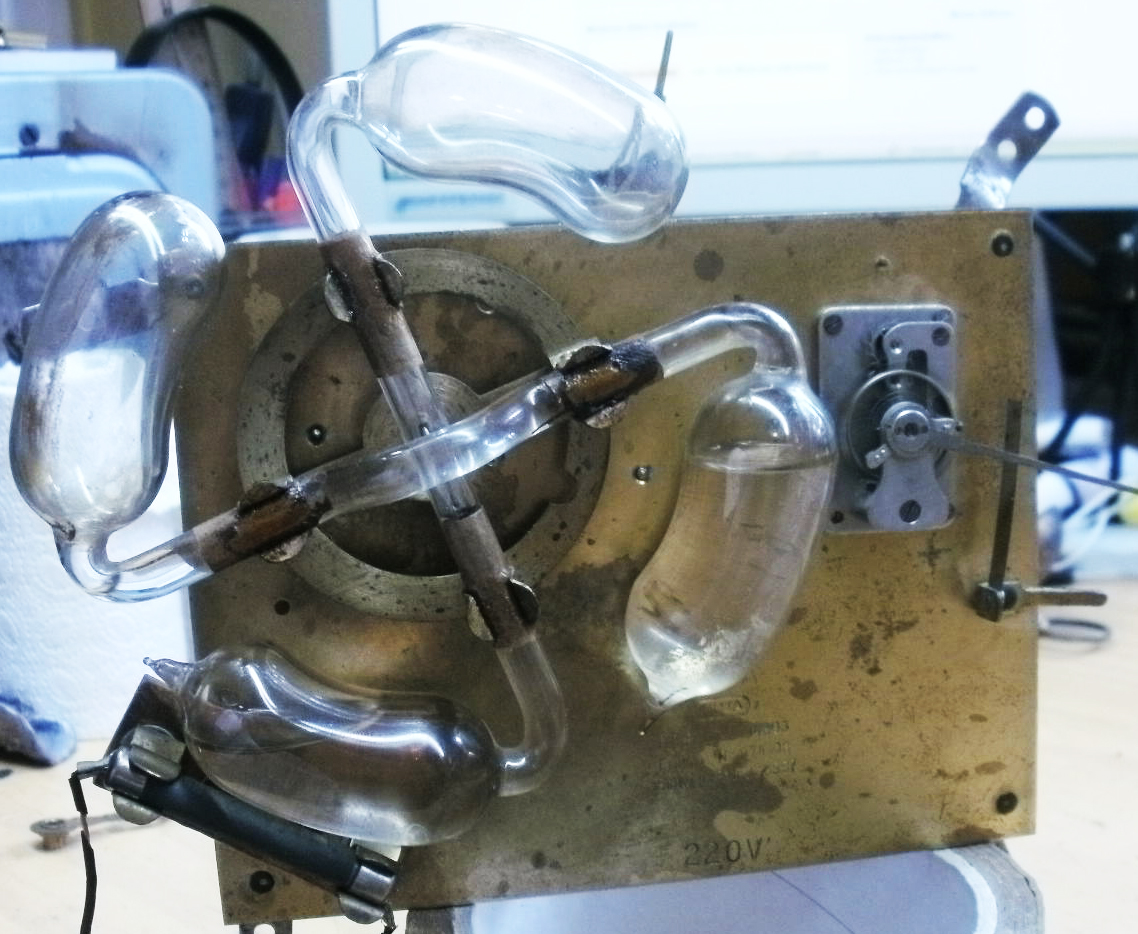
Uhrwerk einer Alkoholuhr

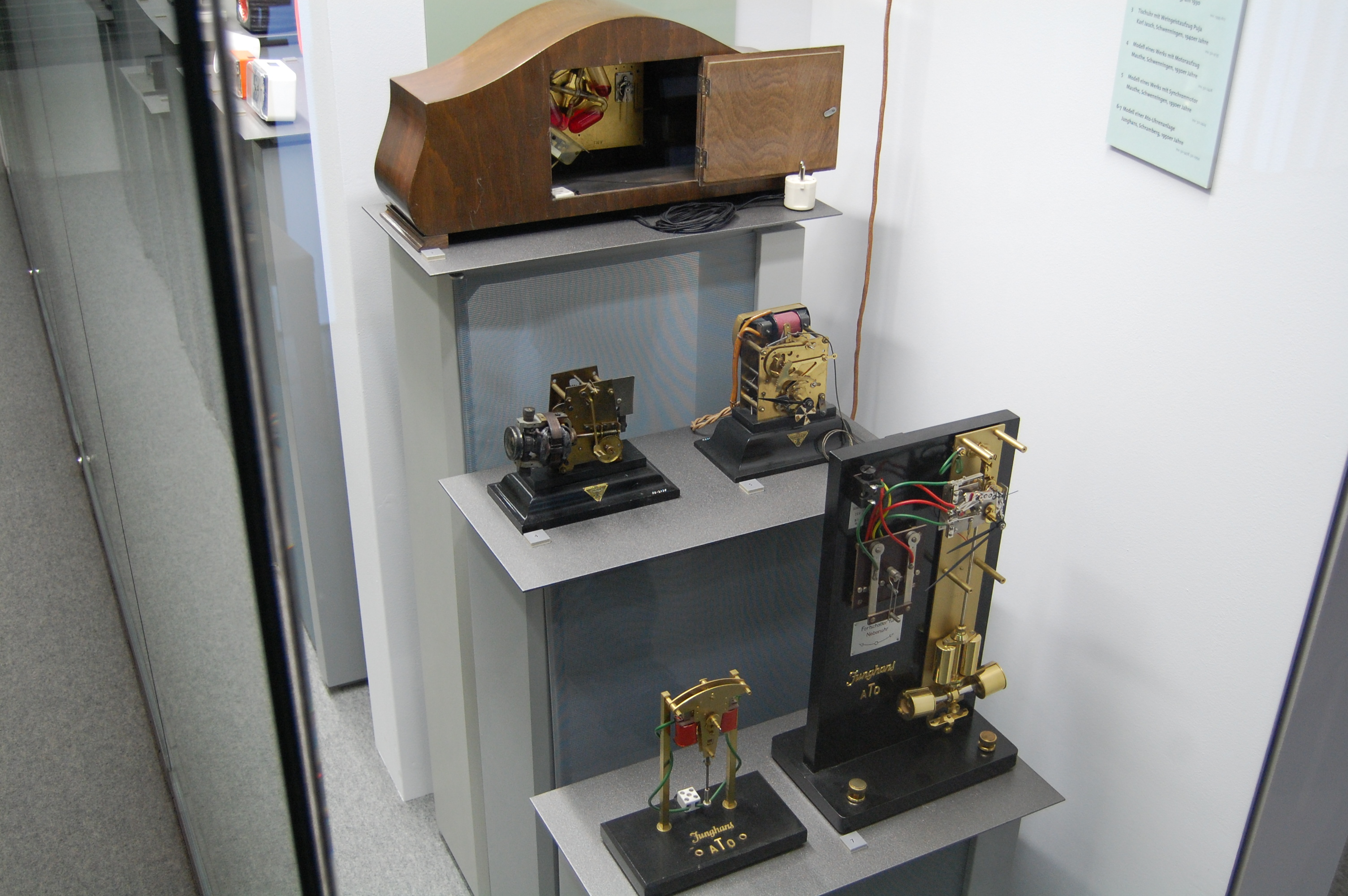
Elektrische Uhren von Junghans im deutschen Uhrenmuseum in Furtwangen. Auf dem oberen Podest eine Alkoholuhr.

Eine Alkoholuhr ist eine Uhr, die durch zwei durch Röhrchen verbundene Glaskapseln, in denen sich Alkohol befindet, angetrieben wird.

## Funktion
Der Alkohol in der unteren Kapsel wird durch einen elektrischen Widerstand erhitzt. Dieser Widerstand wird direkt an die Steckdose angeschlossen und heizt sich auf. Durch die aufsteigende Wärme wird der Alkohol in der Kapsel warm und dehnt sich aus. Er steigt durch das Röhrchen nach oben in die zweite Kapsel und kühlt dort wieder ab. Durch die Gewichtsverlagerung dreht sich das Rad, an dem die Kapseln befestigt sind, um eine viertel Drehung weiter, sodass die nächste Kapsel erhitzt wird. Der Alkohol in dieser Kapsel erwärmt sich wieder und steigt dann auch nach oben in die zweite Kapsel, kühlt dort wieder ab und dreht somit das Rad wieder um eine viertel Drehung.
Durch diese Drehung wurde das Uhrwerk angetrieben, über eine Reihe von einfachen Zahnrädern bis hin zu der kleinen Palette mit Unruh, Anker und Ankerrad – dem Échappement. In der Mitte befand sich noch eine kleine, sogenannte Pufferfeder. Diese Feder wurde durch die Drehung immer leicht gespannt, damit die Uhr nicht stehen blieb, während der Alkohol in den Kapseln erwärmt wurde.
Der Erfinder dieses Mechanismus war die Firma Karl Jauch, die die Konstruktion des sogenannten Pulshammer-Werks als Patent in den Jahren des Zweiten Weltkriegs anmeldete. Die Firma Junghans hat eine Zeit lang solche Uhrwerke in ihre Uhren eingebaut.

Zitat aus einer Veröffentlichung des Forums der Deutschen Gesellschaft für Chronometrie:

„Das physikalische Prinzip des Pulshammer-Aufzuges wurde um das Jahr 1920 entwickelt. Die Firma Karl Jauch hat in den Jahren des Zweiten Weltkrieges diese Konstruktion von Uhrwerken angemeldet. Karl Jauch brachte die Pulshammer-Werke nach 1945 unter der Marke Puja auf den Markt. (Der Markenname Puja dürfte aus den Worten Pulshammer und Jauch gebildet worden sein.) Diese elektrischen Werke sind aus heutiger Sicht sehr interessant, stellen aber konstruktiv einen Irrweg dar. Denn zum einen ist der Stromverbrauch der Uhr immens und erreicht den Verbrauchswert eines Kühlschrankes; zum andern ist die Uhr sehr schwer zu regulieren: Die Umgebungstemperatur beeinflusst die Siedegeschwindigkeit des Alkohols und dadurch können sich recht erhebliche Abweichungen ergeben.
Die Puja-Werke konnten sich am Markt nicht durchsetzen und wurden auch nur in geringen Stückzahlen gefertigt. Unter Sammlern sind diese Uhren wegen ihrer ausgefallenen Konstruktion und wegen ihrer geringen Verbreitung sehr gesucht. Im Volksmund wurden diese Uhren übrigens respektlos Schnapsuhren genannt ...“

Später wurde das Rad mit den Alkoholröhrchen ersetzt durch einen kleinen Elektromotor, der das Uhrwerk aufzog.